# サン・マルコ・エヴァンジェリスタ
サン・マルコ・エヴァンジェリスタ（伊: San Marco Evangelista）は、イタリア共和国カンパニア州カゼルタ県にある、人口約6,500人の基礎自治体（コムーネ）。
コムーネの名称は、町の守護聖人である「福音書記者聖マルコ」を意味する。

## 地理

### 位置・広がり

#### 隣接コムーネ
隣接するコムーネは以下の通り。
- カポドリーゼ
- カゼルタ
- マッダローニ
- マルチャニーゼ
- サン・ニコーラ・ラ・ストラーダ

### 気候分類・地震分類
サン・マルコ・エヴァンジェリスタにおけるイタリアの気候分類 (it) および度日は、zona C, 924 GGである。
また、イタリアの地震リスク階級 (it) では、zona 2 (sismicità media) に分類される。